# Abancourt (Oise)
Abancourt is een gemeente in het Franse departement Oise (regio Hauts-de-France). De plaats maakt deel uit van het arrondissement Beauvais. Abancourt telde op 1 januari 2022 581 inwoners.

## Geografie
De oppervlakte van Abancourt bedroeg op 1 januari 2022 6,01 vierkante kilometer; de bevolkingsdichtheid was toen 96,7 inwoners per km².

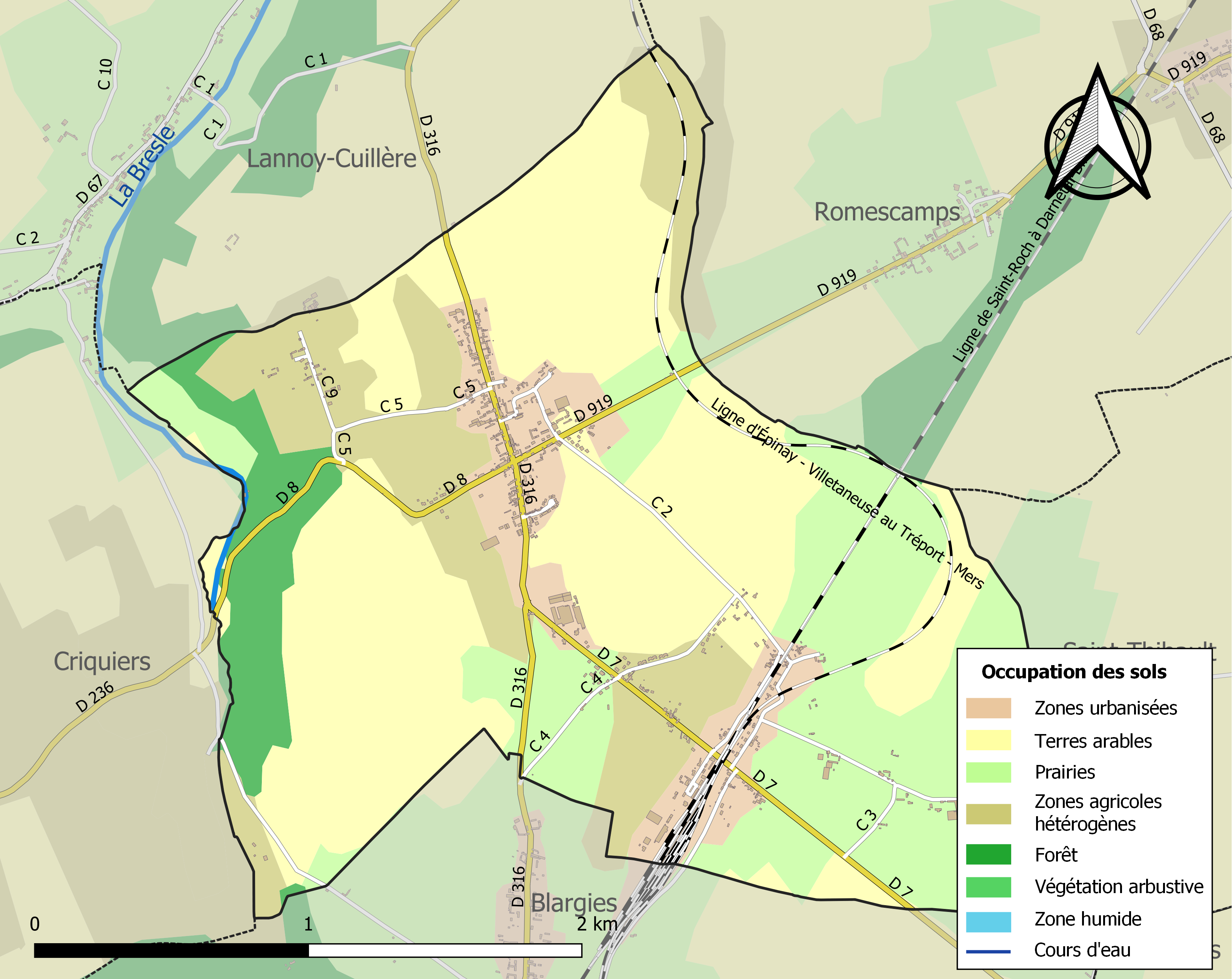
Kaart van de gemeente met belangrijkste infrastructuur, bodemgebruik en omliggende gemeenten

## Verkeer en vervoer
In de gemeente ligt station Abancourt.

## Demografie
Onderstaande figuur toont het verloop van het inwonertal (bron: INSEE-tellingen).